# Kysseliwka (Tschernihiw)
Kysseliwka (ukrainisch Киселівка; russisch Киселёвка Kisseljowka) ist ein Dorf im Westen der ukrainischen Oblast Tschernihiw mit etwa 900 Einwohnern.

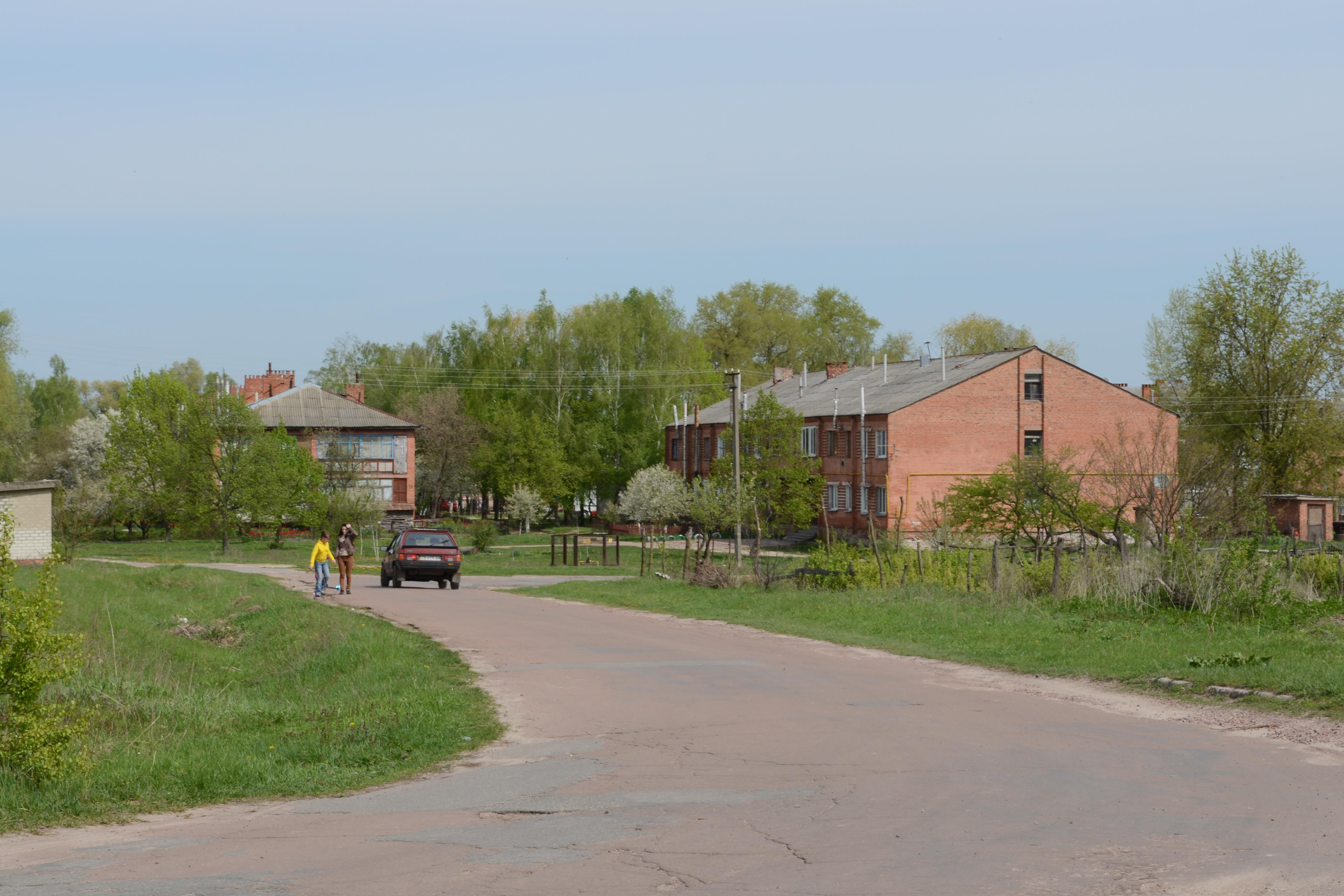
Blick in den Ort

Das Dorf wurde in der ersten Hälfte des 17. Jahrhunderts gegründet und liegt östlich der ukrainischen Nationalstraße N 27, 12 Kilometer östlich der Rajons- und Oblasthauptstadt Tschernihiw.

## Verwaltungsgliederung
Am 11. September 2019 wurde das Dorf zum Zentrum der neugegründeten Landgemeinde Kysseliwka (Киселівська сільська громада/Kysseliwska silska hromada). Zu dieser zählten auch die 7 in der untenstehenden Tabelle aufgelisteten Dörfer, bis dahin bildete es zusammen mit den Dörfern Beresanka, Brussyliw und Kobyljanka die gleichnamige Landratsgemeinde Kysseliwka (Киселівська сільська рада/Kysseliwska silska rada) im Osten des Rajons Tschernihiw.
Am 12. Juni 2020 kamen noch die 7 Dörfer Malyniwka, Petruschyn, Nowoseliwka, Stassy, Terechiwka, Towstolis und Wosnessenske zum Gemeindegebiet.
Folgende Orte sind neben dem Hauptort Kysseliwka Teil der Gemeinde:
| Name                     | Name         | Name                          |
| ukrainisch transkribiert | ukrainisch   | russisch                      |
| ------------------------ | ------------ | ----------------------------- |
| Beresanka                | Березанка    | Березанка                     |
| Boromyky                 | Боромики     | Боромыки (Boromyki)           |
| Brussyliw                | Брусилів     | Брусилов (Brussilow)          |
| Kobyljanka               | Кобилянка    | Кобылянка                     |
| Malyniwka                | Малинівка    | Малиновка (Malinowka)         |
| Morhulytschi             | Моргуличі    | Моргуличи (Morgulitschi)      |
| Nowoseliwka              | Новоселівка  | Новосёловка (Nowosjolowka)    |
| Petrowe                  | Петрове      | Петрово (Petrowo)             |
| Petruschyn               | Петрушин     | Петрушин (Petruschin)         |
| Snowjanka                | Снов'янка    | Сновянка                      |
| Stassy                   | Стаси        | Стасы                         |
| Terechiwka               | Терехівка    | Тереховка (Terechowka)        |
| Towstolis                | Товстоліс    | Товстолес (Towstoles)         |
| Wosnessenske             | Вознесенське | Вознесенское (Wosnessenskoje) |